# Karl Vigl sr.
Karl Vigl sr. (Kastelruth, Zuid-Tirol, 7 maart 1898 – Bozen, Bozen-Zuid-Tirol, 3 maart 1965) was een Italiaans componist, dirigent, leraar en organist.

## Biografie
Vigl sr. studeerde pedagogiek in het toen nog monarchistisch schoolsystem van Oostenrijk-Hongarije en kreeg een beredeneerde muzikale opleiding. Van 1912 tot 1916 was hij in zijn dorp leraar en organist. Verdere aanstellingen volgden in Villanders, Bozen, naar de regio Umbrië (een gedwongen verzetting tijdens het fascisme), Lengmoos bij Ritten (waar zijn zoon Karl H. Vigl jr. geboren werd), Kaltern en weer Bozen. In al deze plaatsen was hij naast leraar ook koorleider en meestal dirigent van de harmonieorkesten. 
Ook in Sarnthein en Salurn in de provincie Zuid-Tirol was hij dirigent van de plaatselijke harmonie. 
Naast werken voor harmonieorkest schreef Vigl ook rond 50 liederen voor zangstem en piano, talrijke meerstemmige Latijnse Proprium-gezangen en ordinaria, Duits-talige Sacraments-liederen, twee Latijnse Requiem voor drie mannenstemmen en orgel.

## Composities

### Werken voor harmonieorkest
- 1948 Fanziskus-Lied-Hymnus, voor harmonieorkest met koor (ad lib.)
- 1952 Rätische Impression, voor flügelhoorn, bariton en harmonieorkest
- 1952 Menuett für Blasmusik
- 1959 Eine kleine Frühlingsouvertüre
- 1961 Praeludium perbrevis
- 1962 In memoriam, treurmuziek
- 1962 Akzidenzien-Sinfonietta
- 1963 Eine kleine Spielouvertüre
- 1963 Introibo ad altarem, processie-hymne
- 1963 Sacris Sollemnis, processie-hymne
- 1963 Berg-Idylle, intermezzo
- 1967 Rondo über das Frühlingslied nach Schiller

### Missen, motetten en gewijde muziek
- 1920 Ecce Sacerdos magnus, motet voor gemengd koor en koperblazers

### Kamermuziek
- 1919 Laus sonora vitae panis, hymne voor acht blazers
- 1934 Meditatio brevis á 8, voor blazers-ensemble
- 1957 Weihnacht (Kerstmis), voor mannenkoor en kopersextet
- 1964 Dolomiten-Hymnus, voor mannenkoor en kopersextet

## Publicaties
- Gottfried Veit: Karl Vigl - ein Südtiroler Komponist in: Blasmusik gestern, heute und morgen,  November 2006, p. 476
- Karl H. Vigl jr.: Karl Vigl 1898 - 1965 - Blasmusikkomponist nach klassischem Formmodel, siehe: MB 1998-1, p.255-258

- Gemeinsame Normdatei: 1046348701
- Virtual International Authority File: 306263813